# Pseudanthura baeckea
Pseudanthura baeckea är en kräftdjursart som beskrevs av Gary C.B. Poore och Lew Ton 1986. Pseudanthura baeckea ingår i släktet Pseudanthura och familjen Paranthuridae. Inga underarter finns listade i Catalogue of Life.